# Suctobelbella foliosa
Suctobelbella foliosa är en kvalsterart som beskrevs av Sandór Mahunka 1988. Suctobelbella foliosa ingår i släktet Suctobelbella och familjen Suctobelbidae. Inga underarter finns listade i Catalogue of Life.